# 미니 보트린

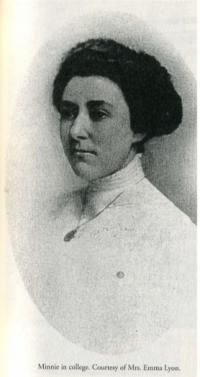

미니 보트린(Minnie Vautrin, 1886년 9월 27일 ~ 1941년 5월 14일)은 미국의 선교사이다. 일리노이주에서 태어난 그녀는 대학 진학을 위해 어린 시절부터 일을 했으며, 일리노이 대학교 어바나-샴페인에서 공부하였다. 대학 졸업 후 일리노이, 르로이(LeRoy, Illinois)에 있는 고등 학교에서 선생으로 근무하던 미니 보트린은 1912년, 선교사 겸 선생으로 중국에 건너가게 된다. 중국에 건너 간 처음 몇 년 동안 미니 보트린은 급여를 받지 않고 중국 안휘성의 Luchowfu 주에 여학교를 세우는데 기여했고 얼마 뒤 난징에 진링 여자 대학교를 건립, 마침내 교장이 되었다.
본명은 윌헬미나 보트린으로서 미니는 애칭이라고 볼 수 있다.

## 난징대학살 당시 인도주의 활동
미니는 난징대학살 당시 여성 1만여명을 학살에서 구하였다, 난징대학살을 고발한 중국 영화 난징!난징!에도 등장한다. 난징대학살 만행 당시 진링(金陵)여자문리학원(Ginling Girls’ College) 교장으로 일하던 미니는 대학교를 안전지대(Nanking Safety Zone)로 만들어서 1만 여명의 중국 여성과 고아들을 학살에서 구했으며, 일본대사관에 만행중지를 요청했다가 미국 대사관으로부터 난징 철수를 권유받았지만 "지금은 떠날 때가 아닙니다."라고 말하며 거부하였다. 종전 후 보트린은 난징 대학살동안 그녀의 희생을 기리는 Emblem of the Blue Jade를 중국 정부로부터 수여받았다. 1940년 고향 일리노이로 귀국한 미니 보트린은 이듬해 5월 14일 가스 자살로 생을 마감했다.그것은 더 많은 사람들을 구하지 못한 것에 대한 죄의식 때문이었다.
난징 대학살 동안 보트린이 쓴 일기는 난징 대학살에 관한 그녀의 개인적 경험과 감정을 자세히 열거하고 있는데, 이는 보트린과 난징 대학살 동안의 그녀의 역할에 관한 전기를 쓰는데 자료로 이용되었으며, 휴아링 휴이는 <난징 대학살에서 미국의 여신: 미니 보트린의 용기>라는 책을 펴냈다.

## 같이 보기
- 욘 라베